# Unsere Geister sollen leben!
Unsere Geister sollen leben! oder Es leben die Geister (Originaltitel: Ať žijí duchové!) ist ein Kinderfilm und Musical aus der ČSSR. Er hatte zu Allerheiligen 1977 seine Premiere im tschechoslowakischen Fernsehen. Die verkürzte deutsche Synchronisation für den Progress Filmvertrieb erfolgte 1978 durch das DEFA-Studio für Synchronisation, Berlin
und wurde erstmals am 18. August 1978 in den DDR-Kinos gezeigt. Unter dem Alternativtitel Es leben die Geister erfolgte zum ersten Mal seine Ausstrahlung in der ARD zu Silvester 1979.

## Handlung
In den Sommerferien bemühen sich 20 Kinder und Jugendliche einer kleinen tschechischen Stadt um die Umgestaltung einer verfallenen Burgruine in ein Mehrzweckgebäude. Vor allem der Turm (Bergfried) soll für ihre Arbeitsgemeinschaft und im Erdgeschoss als Museum genutzt werden. Ihre Pläne fallen nur beim Präsidenten der Genossenschaft für die Burg Brtník (DrPrHrBr = Družstvo pro Hrad Brtník) und dem Schuldirektor Vávra, der ein Jahr vor seiner Pensionierung steht, auf fruchtbaren Boden. Jouza, der Filialleiter des ortsansässigen Selbstbedienungsladens, und seine Schwägerin Frau Pilátová hingegen, wollen in der verfallenen Burg eine Championzucht einrichten und damit kräftig Geld verdienen. Das Ergebnis der ersten Abstimmung über die weitere Nutzung der Burgruine lautet daher 2:2.
Unabhängig davon fahren die Kinder mit dem Schuldirektor Vávra mit einem selbstgebauten Auto abends zur Burg. Dort erscheinen ihnen zwei Geister, die seit 400 Jahren in dem verfallenen Gemäuern hausen: Ritter Wilhelm Brtník von Brtníksgrün und dessen 11-jährige Tochter Leontýnka. Weil diese sich in der Nähe der gleichaltrigen Kinder sehr wohlfühlt und diese ihrem Vater helfen, als dieser in eine Grube stürzte, die er eigentlich zur Abschreckung für die Jugendlichen vorgesehen hatte, helfen die Geister ihnen beim Wiederaufbau der Burg. Den Jugendlichen soll die Burg am Tage und den Geistern bei Nacht gehören. Die Geister werden erst sichtbar, wenn der erste Nachtvogel auffliegt.
Beim Wiederaufbau des fehlenden Burgdaches werden sie gemeinsam vom Förster, der Bauholz zur Verfügung stellt, und zahlreichen, vom Ritter Brtník herbeigezauberten Heinzelmännchen tatkräftig unterstützt.
Am Schluss gelingt es Janek mit Hilfe einer Margeritenblume, Leontýnka aus ihrem Geisterdasein zu erlösen. Beide wollen gemeinsam die ihnen verbleibende Jugendzeit genießen, denn sie werden schneller erwachsen als gedacht.

## Synchronisation

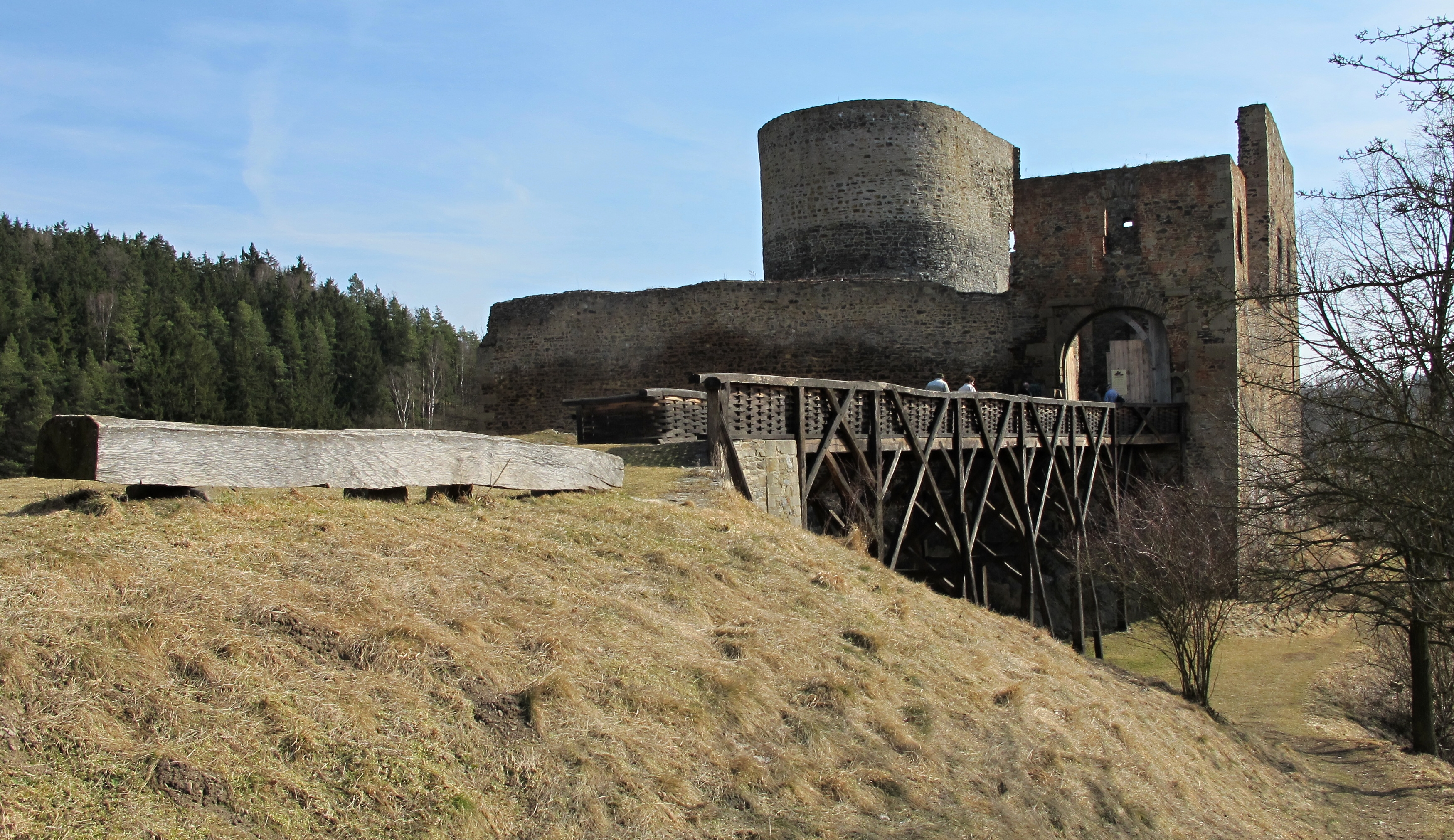
Hauptort der Handlung: Burg Krakovec

Die deutsche Synchronfassung entstand im DEFA Studio für Synchronisation in Ost-Berlin. Fanny Berthold schrieb das Dialogbuch und Dagmar Nawroth führte Regie. Für den Ton waren Karlheinz Otto und Herbert Müller zuständig, den Tonschnitt besorgte Brigitte Hein.
Die Synchronsprecher:
- Torsten Sargasser
- Nadja Simon
- Till Wanschura
- Gregor Seemann
- Björn Stütze
- Klaus Mertens
- Walter Wickenhauser
- Ronald Kannengießer
- Daniel Kosciolovicz
- Günter Naumann
- Hannelore Fabry

## Kritik
„Temporeiche und witzige Mischung aus Alltagsabenteuer und Märchen mit ausgezeichneten Tricksequenzen. Zwar wirkt der durch Musical-Elemente angereicherte Film in der Alltagsgeschichte gelegentlich etwas antiquiert, dafür stellt er sich aber konsequent auf der Seite der Kinder, deren Sinn für solidarisches Handeln angesprochen wird.“

## Hintergrund
Ein Großteil der Außenaufnahmen entstand 1977 auf der Burg Krakovec. Eine Liedeinlage wurde in der deutschen Fassung gekürzt, aufgrund der deutlichen Anspielung auf Mangelwirtschaft, andere Stellen fehlen in der heute verfügbaren Version, aufgrund starker Materialfehler der erhaltenen Kopie.